# Der König der Erpresser

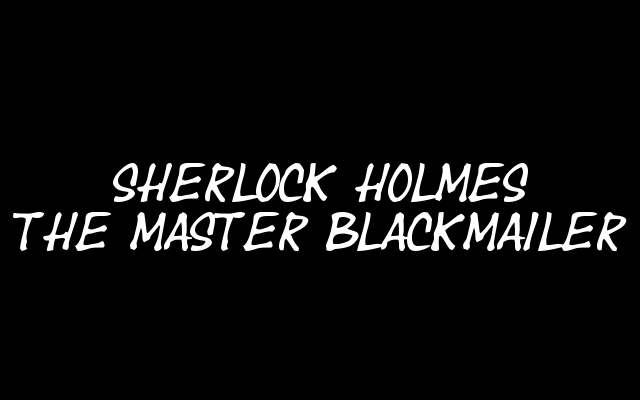
Der König der Erpresser

Der König der Erpresser (The Master Blackmailer) aus dem Jahr 1992 ist einer der fünf Filme, die im Rahmen der Fernsehserie Sherlock Holmes mit Jeremy Brett als Sherlock Holmes zwischen 1987 und 1993 produziert wurden. Es handelt sich um eine Literaturverfilmung der Kurzgeschichte Charles Augustus Milverton von Arthur Conan Doyle. Produziert wurde der Film von Granada Television. Regie führte Peter Hammond. Als Hauptdarsteller agieren neben Jeremy Brett auch Edward Hardwicke als Dr. Watson und Robert Hardy als Charles Augustus Milverton.

## Handlung
Ein gefährlicher Verbrecher erpresst wichtige Mitglieder der Londoner Gesellschaft mit kompromittierenden Briefen. Sherlock Holmes wird gebeten, weitere Erpressungen zu verhindern und beginnt mit seinem Partner Watson zu ermitteln. Sie finden schon bald den Namen des Erpressers und seine Adresse heraus. Erst versuchen Holmes und Watson die Briefe durch Verhandlungen mit dem Erpresser Charles Augustus Milverton zurückzubekommen, doch sie scheitern. Als Holmes keine andere Möglichkeit mehr sieht, als die Briefe zu stehlen, brechen Holmes und Watson bei Milverton ein. Doch auch andere versuchen den Erpresser zu stoppen. Charles Augustus Milverton wird, während Holmes und Watson sich hinter einem Vorhang verstecken, von einem seiner früheren Opfer, Lady Diana, erschossen.

## Unterschiede zur Originalgeschichte
- Mycroft Holmes wird im Original nicht erwähnt
- Die Beziehung zwischen Sherlock Holmes und dem Hausmädchen wurde im Film ausgeschmückt
- Die Erpressung von Colonel Dorking wird ebenfalls ausgeschmückt
- Im Film erhält die Mörderin Milvertons den Namen Lady Diana und ist bereits mehrmals vor dem Mord zu sehen. Im Buch schweigen Holmes und Watson über ihre Identität und deuten dem Leser gegenüber nur an, dass es sich um eine Adlige handelt.

## Entstehung
Als sich Granada Television entschied, in der Sherlock-Holmes-Serie nur noch Langfilme zu produzieren, hätte man Romane im Falle einer Verfilmung kürzen müssen. Das Studio entschied sich stattdessen Kurzgeschichten zu verfilmen und auszuschmücken. Die Wahl für den dritten Langfilm fiel auf die Kurzgeschichte Charles Augustus Milverton. Da die Geschichte zu kurz für eine 100 Minuten Verfilmung war, streckte man Elemente wie z. B. die Erpressung von Colonel Dorking oder die Liebschaft zwischen Holmes und Milvertons Hausmädchen, was den Film jedoch überraschenderweise nicht ausbremst.

## Synchronisation
| Rolle              | Synchronsprecher  |
| ------------------ | ----------------- |
| Sherlock Holmes    | Günter König      |
| Dr. Watson         | Franz Rudnick     |
| Colonel Dorking    | Achim Schülke     |
| Inspektor Lestrade | Manfred Reddemann |
| Lady Diana         | Ursula Sieg       |
| C.A. Milverton     | Wolfgang Völz     |
| Mrs. Hudson        | Gerda Gmelin      |
| Tronson            | Harald Pages      |

## Veröffentlichungen

### Deutsche Veröffentlichungen
Polyband veröffentlichte den Film 2004 auf der DVD „Der König der Erpresser“.
Koch Media veröffentlichte den Film 2015 auf DVD / Bluray in der Sammlung „Sherlock Holmes – die Filme“.
Polyband veröffentlichte den Film auch in einer DVD Box genannt „Sir Arthur Conan Doyles Sherlock Holmes Edition – Die größten Fälle des größten Detektivs“.
Koch media veröffentlichte den Film auch in der DVD / Bluray Box „Sherlock Holmes – Alle Folgen, alle Filme“.